# Клінічне містечко (Київ)
Клінічне містечко — місцевість, що розташована в Солом'янському районі міста Києва. Простягається вздовж вулиці Миколи Амосова. Прилягає до місцевостей Байкова гора, Олександрівська слобідка та Протасів яр.

## Історія
Місцевість почала освоюватися з кінця 19 ст., коли біля Протасового яру було збудовано комплекс Бактеріологічного інституту (1896; архітектор К.Іванов, комплекс історичних споруд зберігся).
Найактивніше забудоване у 1910-і роки для клінік Київського університету, тоді ж було влаштовано міську туберкульозну лікарню, на базі якої в 1922 році створено Інститут туберкульозу та грудної хірургії (нині Національний інститут фтизіатрії і пульмонології імені Феофіла Яновського НАМН України; будівля споруджена у 1912-1914 роках для хірургічної клініки університету).
У 1983 до комплексу додався Інститут серцево-судинної хірургії.
Клінічне містечко дало назву вулиці Клінічній, що є продовженням вулиці Миколи Амосова.

## Видатні особистості
Перед будівлею Інституту фтизіатрії та пульмонології ім. Ф. Яновського встановлено пам'ятник видатному лікарю Ф. Г. Яновському.
В Інституті серцево-судинної хірургії багато десятиліть працював всесвітньо відомий вчений Микола Амосов. Нині інститут та вулиця, на якій він розташований, носять ім'я вченого.